# Rohde & Schwarz
Rohde & Schwarz GmbH & Co. KG (in breve R&S o RSD per Rohde & Schwarz Deutschland) è una azienda elettronica tedesca specializzata nei settori relativi a strumentazione di misura, trasmissione radio, sorveglianza a distanza, localizzazione e comunicazione radio. L'azienda fornisce prodotti per la comunicazione mobile, radiodiffusione, industria elettronica, aeronautica, difesa e sicurezza, infrastrutture critiche.
Il gruppo sviluppa, produce e distribuisce dal 1933 prodotti elettronici per il settore dei beni d'investimento. La sede si trova a Monaco di Baviera, ad essa si aggiungono filiali regionali negli USA (Columbia) ed Asia (Singapore). In Germania i dipendenti sono quasi 9000. Nel mondo lavorano per la società circa 14400 collaboratori distribuiti in 70 nazioni.
In quanto azienda di tipo familiare, la Rohde & Schwarz si finanzia autonomamente. La società ha conseguito nell'anno fiscale 2023/2024 (da luglio a giugno) un giro di affari di 2,93 miliardi di Euro.
Rohde & Schwarz offre formazione per tecnici elettronici di apparati e sistemi, informatici e commerciali. Nei sondaggi tra studenti e diplomandi in telecomunicazioni, R&S si trova molte volte al primo posto tra i più desiderati datori di lavoro in Germania.
Nel 2005 ha acquisito la HAMEG GmbH.
È membro dell'Istituto europeo per le norme di telecomunicazione (ETSI).

## Storia
La società venne fondata da Lothar Rohde e Hermann Schwarz, dopo gli studi di fisica a Jena. Nel 1932 costruiscono il loro primo strumento di misura e nell'agosto del 1933 nasce la firma Physikalisch-Technisches Entwicklungslabor Dr. L. Rohde & Dr. H. Schwarz (PTE).
Gli ingegneri Lothar Rohde e Hermann Schwarz svilupparono nel 1932 il primo strumento per la Hermsdorf-Schomburg-Isolatoren-Gesellschaft (Hescho). L'azienda venne nell'estate del 1933 posta in un appartamento in Münchner Thierschstraße 36 (Lehel), con annesso laboratorio di elettrotecnica. Il 17 novembre venne registrata la "Physikalisch-technischen Entwicklungslabors Dr. L. Rohde und Dr. H. Schwarz" (PTE) al registro imprese di Monaco di Baviera. La prima esportazione avvenne nel 1934 verso una azienda inglese che fabbricava isolanti elettrici, e lo strumento serviva per misurare il fattore di perdita (da 50 a 200 MHz), del dielettrico fino a 100 MHz. Nel 1937 viene creata la sede, in un ex panificio a Tassiloplatz vicino alla Münchner Ostbahnhof, con 35 collaboratori e un catalogo di 24 apparecchi diversi. Il primo orologio al quarzo trasportabile venne sviluppato nel 1938, pesava 36 kg.
Nel 1941 presso Allgäu viene fondata la Messgerätebau GmbH (oggi Rohde & Schwarz Messgerätebau). Nel 1943 la società si sposta a Kempten e dal 1944 a Memmingen. Viene siglato il primo contratto per radioriceventi nel 1942 con relativa produzione industriale. Rohde & Schwarz poi servì anche lo US Army, e come magazzino centrale per la United States Air Force.
La Physikalisch-Technisches Entwicklungslabor Dr. L. Rohde & Dr. H. Schwarz (PTE) venne nel 1945 rinominata in Rohde & Schwarz. Il 18 gennaio 1949 Rohde & Schwarz sviluppa per la Radio München, precursore della Bayerischer Rundfunk, un modulatore di frequenza in banda UHF. Nel 1945 viene sviluppato lo Z-g-Diagraph, primo analizzatore di reti per l'analisi vettoriale. Dal 1955 produce il ricevitore VHF tipo ESG e ricevitori di servizio da 30 a 330 MHz e microvoltmetri per laboratorio; commercializzati fino agli anni'70.
Il NAP1, primo radiogoniometro automatico per controllo aereo viene sviluppato nel 1955. Nel 1956 avviene il trasferimento della società nell'attuale sede di Mühldorfstraße. Nel 1959 viene sviluppato il NP4, primo radiogoniometro a effetto Doppler. Il primo impiego fu per l'aeroporto di Francoforte sul Meno. Il primo sistema europeo per il test di un circuito integrato venne prodotto nel 1967. La sede di Teisnach venne fondata nel 1969. La prima stazione di controllo per sistemi a microprocessore venne commercializzata nel 1974.

## Settori

### Produzione

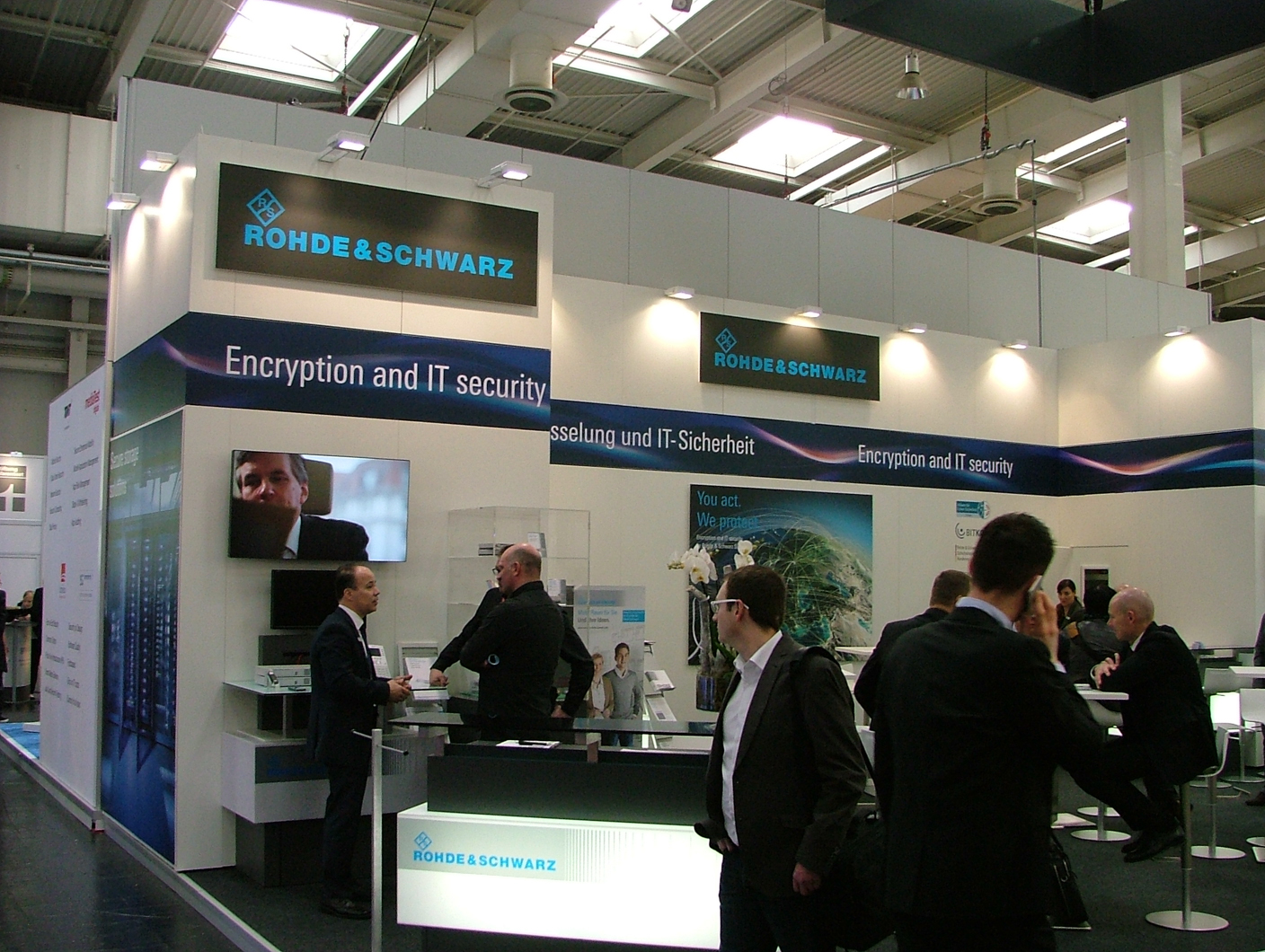
Stand fieristico al CeBIT 2015

La produzione è presente principalmente in Europa. In Germania a Memmingen (Allgäu) (Rohde & Schwarz Messgerätebau) e Teisnach (Bayerischer Wald) così come in Repubblica Ceca a Vimperk. Altre fabbriche più piccole sono presenti come montaggi a Singapore e Malesia.

### Società controllate (parziale)
- Rohde & Schwarz Vertriebs-GmbH a Monaco di Baviera
- Rohde & Schwarz International GmbH per relazioni internazionali
- SwissQual AG a Zuchwil (Svizzera) specializzata negli strumenti di misura per dispositivi mobili.[6]
- Arpège SAS francese in ambito spaziale satellitare.[7]
- S.C. Rohde & Schwarz Topex S.A. specializzata per applicazioni sulle telecomunicazioni nella sicurezza del volo.[8]
- LANCOM Systems[9] per le reti WAN, LAN, WLAN.
- Rohde & Schwarz Cybersecurity GmbH per la sicurezza informatica.

## Prodotti

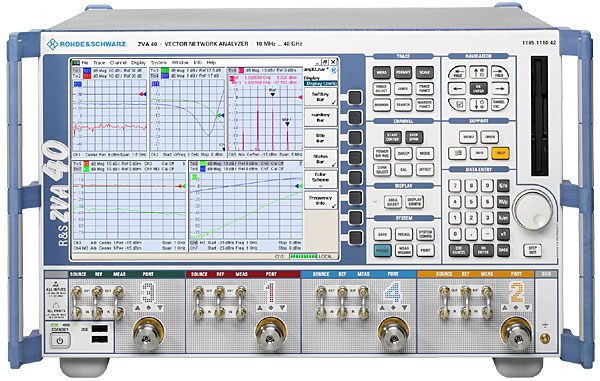
Analizzatore di reti Rohde & Schwarz

### Misurazione per reti wireless, elettronica e microonde
L'azienda produce strumenti per le misurazioni in ambito mobile e wireless LTE, GSM, UMTS/HSPA(+), CDMA2000 e anche Bluetooth, GPS e WLAN, WiMAX.
Strumenti vengono usati per lo sviluppo di elettronica a semiconduttori come nei chipset, apparecchi mobile e stazioni base. Per il controllo delle reti LTE Advanced vengono sviluppati ad esempio generatore di segnali e analizzatori.
Per il settore aerospaziale e automotive vengono prodotti analizzatori per ponti radio, radar e comunicazioni satellitari così come per la compatibilità elettromagnetica e intensità di campo.
Nel 2010 viene commercializzato il primo oscilloscopio Rohde & Schwarz con trigger digitale.

### Televisione e radiodiffusione
Dagli anni '50 l'azienda si occupa del settore radiotelevisivo. In più di 80 paesi nel mondo trasmettitori e misuratori Rohde & Schwarz in ambito analogico e digitale come ATSC in America, in Asia e America latina ISDB-T e in Europa DVB-T2.
Nel 2018 viene installata dalla Rohde & Schwarz sul One World Trade Center il sistema di trasmissione digitale televisivo più potente del mondo.

### Cibersicurezza
Produce apparecchi per la sicurezza informatica attraverso la Sirrix AG a Saarbrücken.

### Comunicazioni militari e industriali
La società produce sistemi di comunicazione per il settore militare e civile. Sviluppa Software Defined Radio (SDR) ad esempio usata dalla Bundeswehr dal 2008.
La radio SDR MR6000A è usata su Eurofighter Typhoon e elicotteri della Bundeswehr.
Dal 2011 sistemi per il controllo del traffico aereo (ATC) sono prodotti dalla Topex SA,.
Per il Governo tedesco e la Bundeswehr viene sviluppato nel 2001 il primo telefono cellulare criptato del mondo.

### Gestione delle frequenze per la sicurezza
L'azienda produce strumenti per l'analisi di segnali radio mobili per la geolocalizzazione.
Anche per il controllo di satelliti artificiali su piattaforme fisse o mobili.

### Scanner per il corpo
Dal 2016 la Rohde & Schwarz sotto il nome di QPS (Quick Personnel Security Scanner) produce body scanner per i controlli prevolo, e per altri ambiti.